# Hassium
Hassium is een scheikundig element met symbool Hs en atoomnummer 108. Het is een vermoedelijk grijs of zilverkleurig overgangsmetaal.

## Ontdekking
Hassium is een transuraan element, het is zelfs een transactoïnide. Het werd voor het eerst ontdekt in 1984 in het Gesellschaft für Schwerionenforschung (GSI) in Darmstadt in Duitsland. Het element is vernoemd naar de deelstaat Hessen.
In de oorspronkelijke experimenten werd lood-208 beschoten met versnelde ijzer-58-ionen en er ontstond een isotoop van hassium die een halveringstijd had van 1,5 milliseconden. Dit was te kort om de chemie van het element te kunnen onderzoeken.
{\displaystyle {\ce {^{208}_{82}Pb + ^{58}_{26}Fe -> ^{265}_{108}Hs + ^1_0n}}}
Later, in 1996, bleek echter dat er ook isotopen bestaan die een wat langere levensduur hebben. Men was eigenlijk bezig om Copernicium (atoomnummer 112) te maken door lood met zinkionen te bombarderen. Het nieuwe element leefde bijzonder kort maar tussen de vervalproducten van 277Uub was een hassiumisotoop met een halveringstijd van wel 9 seconden. Men besloot daarom om een wat ander experiment op te zetten en hassiumchemie te gaan bedrijven.

## Toepassingen
Er zijn van hassium geen toepassingen bekend.

## Opmerkelijke eigenschappen
Omdat hassium onder osmium staat in het periodiek systeem, ligt het in de verwachting dat het tetraoxide HsO4 minstens zo vluchtig zal zijn als dat van de lichtere leden van groep 8 van het periodiek systeem. Men moet daar wel een beetje een slag om de arm houden, omdat het niet helemaal duidelijk is hoe zeer de gevolgen van de relativiteit de systematiek van het systeem verstoren. Met hogere atoomnummers wordt deze factor steeds belangrijker. Toch bleek uit berekeningen met behulp van dichtheidsfunctionaaltheorie dat hassium zich waarschijnlijk inderdaad als osmium zou gedragen.
In het experiment bombardeerde men een doelwit van curium met magnesium 26Mg5+ ionen. Er vonden twee reacties plaats:
{\displaystyle {\ce {^{248}_{96}Cm + ^{26}_{12}Mg -> ^{269}_{108}Hs + 5n}}}
{\displaystyle {\ce {^{248}_{96}Cm + ^{26}_{12}Mg -> ^{270}_{108}Hs + 4n}}}
269Hs vervalt door α-verval naar 265Sg.
270Hs vervalt door α-verval naar 266Sg.
De ontstane hassiumatomen werden blootgesteld aan een gasstroom die helium en zuurstof bevatte en een ontstaan product (waarschijnlijk HsO4) voerde door een 10 meter lange teflonbuis waarover een temperatuurgradiënt werd aangelegd. Het oxide kreeg daarbij de gelegenheid zich bij een bepaalde temperatuur, dat wil zeggen op een bepaalde plek in de buis, aan de wand te hechten (circa -44 °C). De hele buis was ingericht in een aantal zones waarin de vrijkomende straling gemeten kon worden. Op deze manier werd inderdaad een totaal van zeven HsO4 moleculen waargenomen.

## Verschijning
Van nature wordt hassium op aarde niet aangetroffen.

## Isotopen
| Stabielste isotopen | Stabielste isotopen | Stabielste isotopen | Stabielste isotopen | Stabielste isotopen | Stabielste isotopen |
| Iso                 | RA (%)              | Halveringstijd      | VV                  | VE (MeV)            | VP                  |
| ------------------- | ------------------- | ------------------- | ------------------- | ------------------- | ------------------- |
| 269Hs               | syn                 | 20 s                | α                   | 11,269              | 265Sg               |
| 270Hs               | syn                 | 22 s                | α                   | 11,270              | 266Sg               |

Er is een vijftal isotopen van hassium bekend. Het langstlevende isotoop is 270Hs met een halveringstijd van 22 seconden.263Hs beschikt over een halveringstijd van 1 seconde. De overige isotopen hebben halveringstijden in de orde van milliseconden.

## Toxicologie en veiligheid
Over de toxicologie van hassium is niets bekend.